# Historic Landscape Characterisation
Historic landscape characterisation (HLC) és un projecte començat per English Heritage per tal d'augmentar el coneixement sobre tot el paisatge pretèrit. Existeixen projectes semblants a Escòcia, al País de Gal·les i a Irlanda, encara que molt sovint reben un nom diferent. A Catalunya, des de l'any 2010, existeix el programa PaHisCat que persegueix una finalitat molt semblant; a part de diversos mapes cronològics, pretén sobretot la realització d'un mapa de caracterització del paisatge històric.

## Descripció
La caracterització del paisatge històric fou descrita per part del Council for British Archaeology com "una manera d'anar més enllà de la intuïció a l'hora de situar-nos sota la pell d'un indret i observar-ne les qualitats essencials i el seu caràcter." El programa de caracterització del paisatge històric no resta limitat només als edificis històrics, als paisatges ornamentals o a les realitats que poden ser considerades indubtablement "arqueològiques", sinó que abasta altres realitats també fetes per l'home, com poden ser els camps, les closes o els boscos que han estat transformats per l'activitat humana. Reconeix que el paisatge per ell mateix pot ser històric. D'aquesta manera, aquest reconeixement del caràcter històric del paisatge fa possible que el paisatge sigui gestionat i protegit d'acord amb les normes que s'apliquen per a la planificació a Anglaterra. Els projectes de caracterització de vegades es limiten a un districte (county) i de vegades a tota una regió.
Els resultats dels estudis són traslladats mitjançant un SIG en mapes. Els diferents tipus de paisatge històric s'estableixen en funció de la manera com es van crear, d'acord amb l'ús actual i amb l'ús inicial que tingueren i també d'acord amb la seva aparença física.